# Johann (I.) von Pasqualini
Johann (I.) von Pasqualini, auch Johann von Pasqualini der Ältere, (* um 1535 vermutlich in Buren; † 1581/82 vermutlich in Orsoy) war ein italienischer Architekt und Baumeister.

## Leben und Wirken
Johann von Pasqualini war ein Sohn des Architekten Alessandro Pasqualini und Elisabeth Schouten. Sein Bruder Maximilian von Pasqualini war ebenfalls als Architekt tätig.
Von Pasqualini arbeitete anfangs nachweislich als Gehilfe seines Bruders in Hambach und Sittard. Bereits in jungen Jahren erwarb er sich eine ausgezeichnete Reputation. 1560 arbeitete er für Herzog Christoph von Württemberg in Schorndorf. Die Jahre von 1562 bis 1565 verbrachte er wahrscheinlich auf Reisen. Anschließend wirkte er in Kleve und der Grafschaft Mark, wo er seinen Bruder, der Landeshaumeister war, entlasten sollte. 1565 übernahm er die Leitung der Erweiterungen Orsoys zur Landesfestung mit fünf Bastionen. Er ließ sich in der Stadt nieder, erwarb ein Haus und heiratete vermutlich dort nach 1570 Katharina de Vall (1558–1624), mit der er zwei Töchter hatte.
Maximilian von Pasqualini starb im Jahr 1572 jung. Johann von Pasqualini führte danach die Arbeiten seines verstorbenen Bruders fort und arbeitete auch als Landeshaumeister im Herzogtum Jülich-Berg. Herzog Wilhelm V. bestallte ihn offiziell im Jahr 1573. Sein Bruder hatte in Kleve eine Kanzlei errichtete, die von Pasqualini ausbaute. Er kreierte einen Galeriegang, der von diesem Haus zur Burg Kleve führte. Von seinem Wohnsitz aus kümmerte er sich 1568 um die Errichtung einer Bastion in Wesel.
Von Pasqualini arbeitete für Herzog Wilhelm V. belegt auch in Grevenbroich, Hambach, Jülich und Sinzig. In Jülich konzipierte er wohl um 1575 im Auftrag Johann von Reuschenbergs einen prachtvollen Adelssitz. Er unterhielt enge Kontakte zu Haus Arensberg. Im Auftrag von Johann de Ligne und dessen Gattin Margarethe von Marck-Arenberg hatte er in den 1560er Jahren die Leitung der Erweiterungsmaßnahmen des Stammsitzes in der Eifel.
Im Jahr 1567 war von Pasqualini nachweislich erneut in Schorndorf tätig und lebte wahrscheinlich auch kurzzeitig in Stuttgart. Kurz darauf vermittelte ihn der Herzog von Württemberg als Berater Georg Friedrich von Brandenburg-Ansbachs auf der Plassenburg. 1574 erhielt er einen Ruf nach Wolfenbüttel, das Julius von Braunschweig-Lüneburg seinerzeit zur Idealstadt machen wollte. Es könnte sein, dass von Pasqualini im Rahmen dieser Tätigkeit auch Erich II. von Braunschweig-Lüneburg, der die Festung Landestrost in Neustadt am Rübenberge errichten ließ, Ratschläge erteilte.
Von Pasqualini hielt sich kurzzeitig auch im Elsass auf, wo im Auftrag von Pfalzgraf Georg Hans von Veldenz-Lützelstein ab 1568 aus Einartzhausen die Residenzstadt Pfalzburg entstand, bei deren Bau von Pasqualini einer der Baumeister war. 1579 plante er im Auftrag des Herzogs von Alba eine Schanze vor Maastricht.
Von den von Pasqualini geplanten und ausgeführten Bauwerken und Befestigungsanlagen existiert heute keine mehr. Unklar ist, wie groß sein Anteil an den Plänen der einzelnen Bauvorhaben im Detail war.